# Kamppi (metropolitana di Helsinki)
Kamppi (in finlandese: Kampin metroasema; in svedese: Metrostationen Kampen) è una stazione della Metropolitana di Helsinki. Oltre a servire l'area intorno a Kamppi, al centro di Helsinki, la stazione è integrata con il bus terminal di Kamppi, e con il complesso commerciale ivi situato.
La stazione fu inaugurata il 1º marzo 1983 e fu disegnata da Eero Hyvämäki, Jukka Karhunen e Risto Parkkinen. Si trova a circa 1.169 metri da Ruoholahti, e a 487 metri da Rautatientori. Questa stazione è la più profonda della metropolitana della capitale finlandese, in quanto situata a 30 metri sotto il livello del suolo.
Il 2 giugno 2005 è stata aperta una seconda entrata ad est, che connette la fermata direttamente al centro commerciale Kamppi.

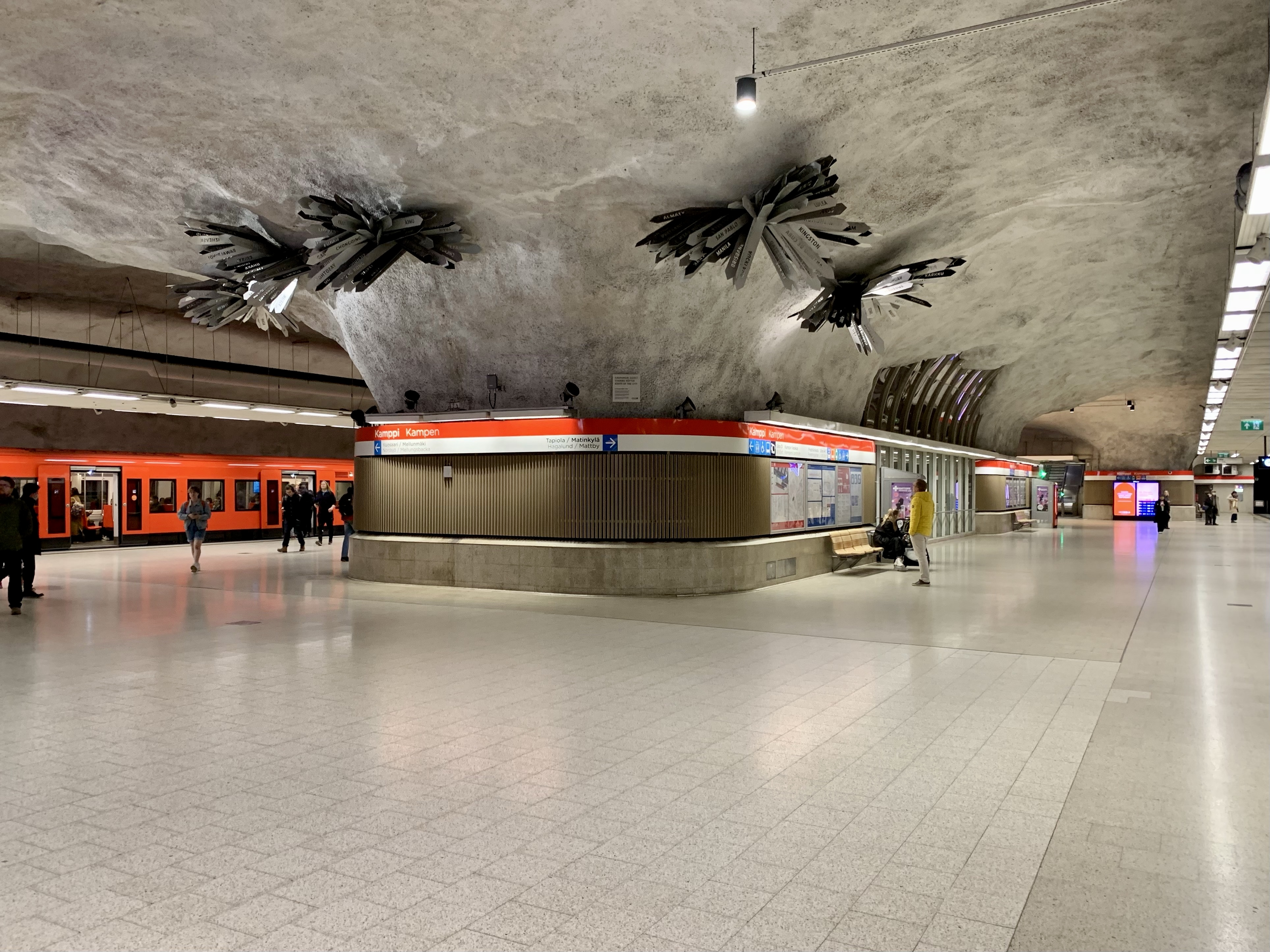
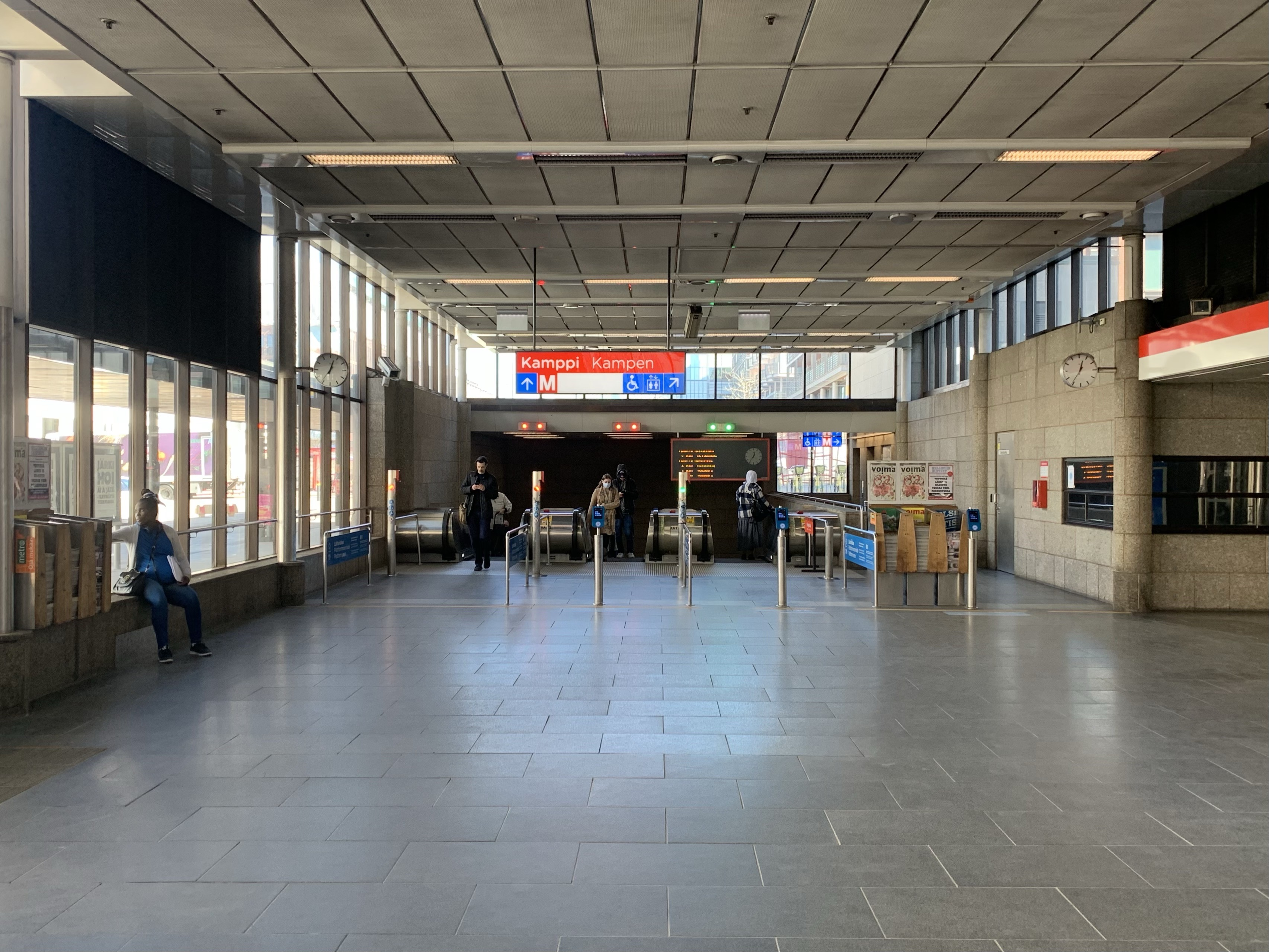
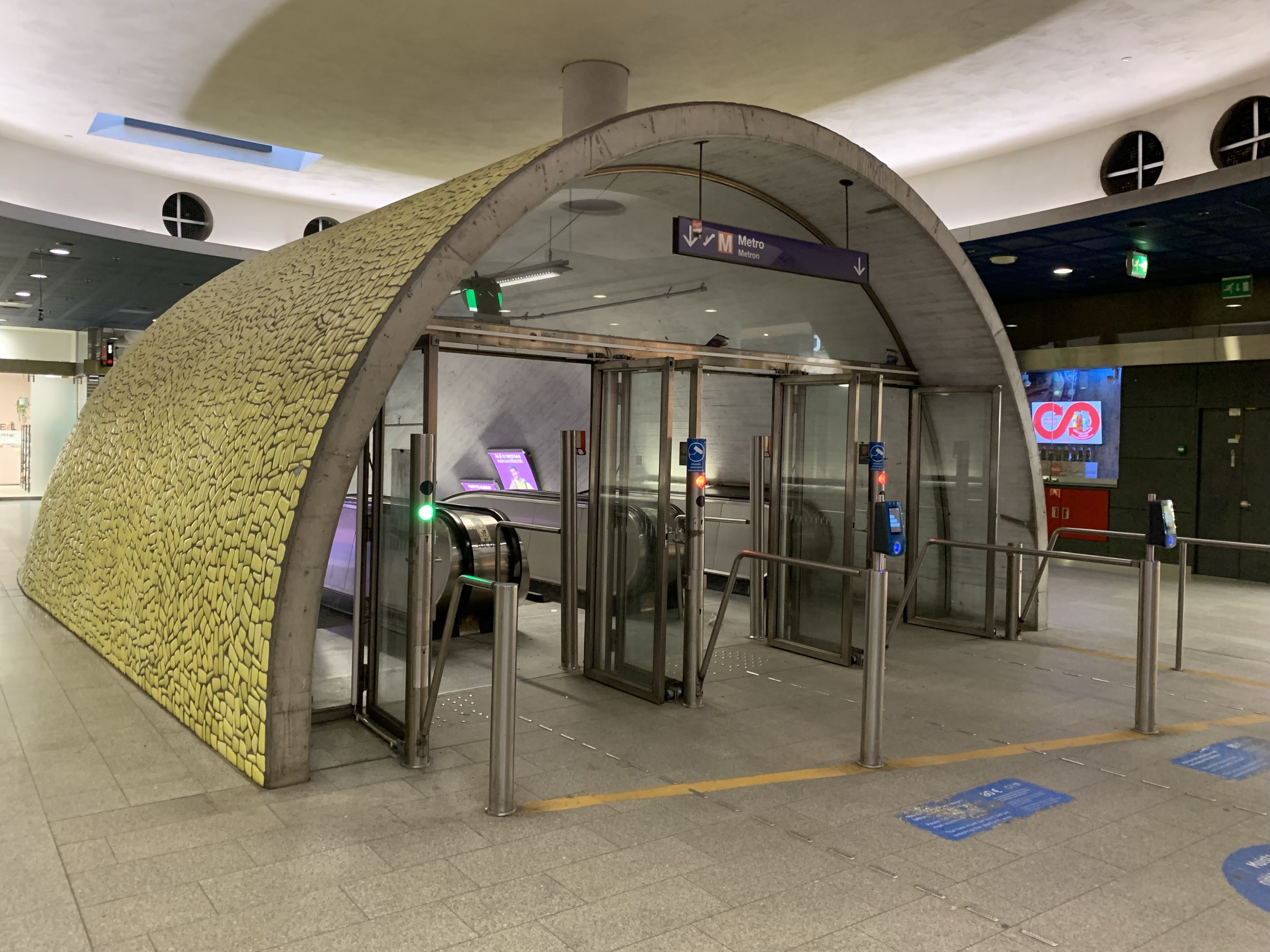
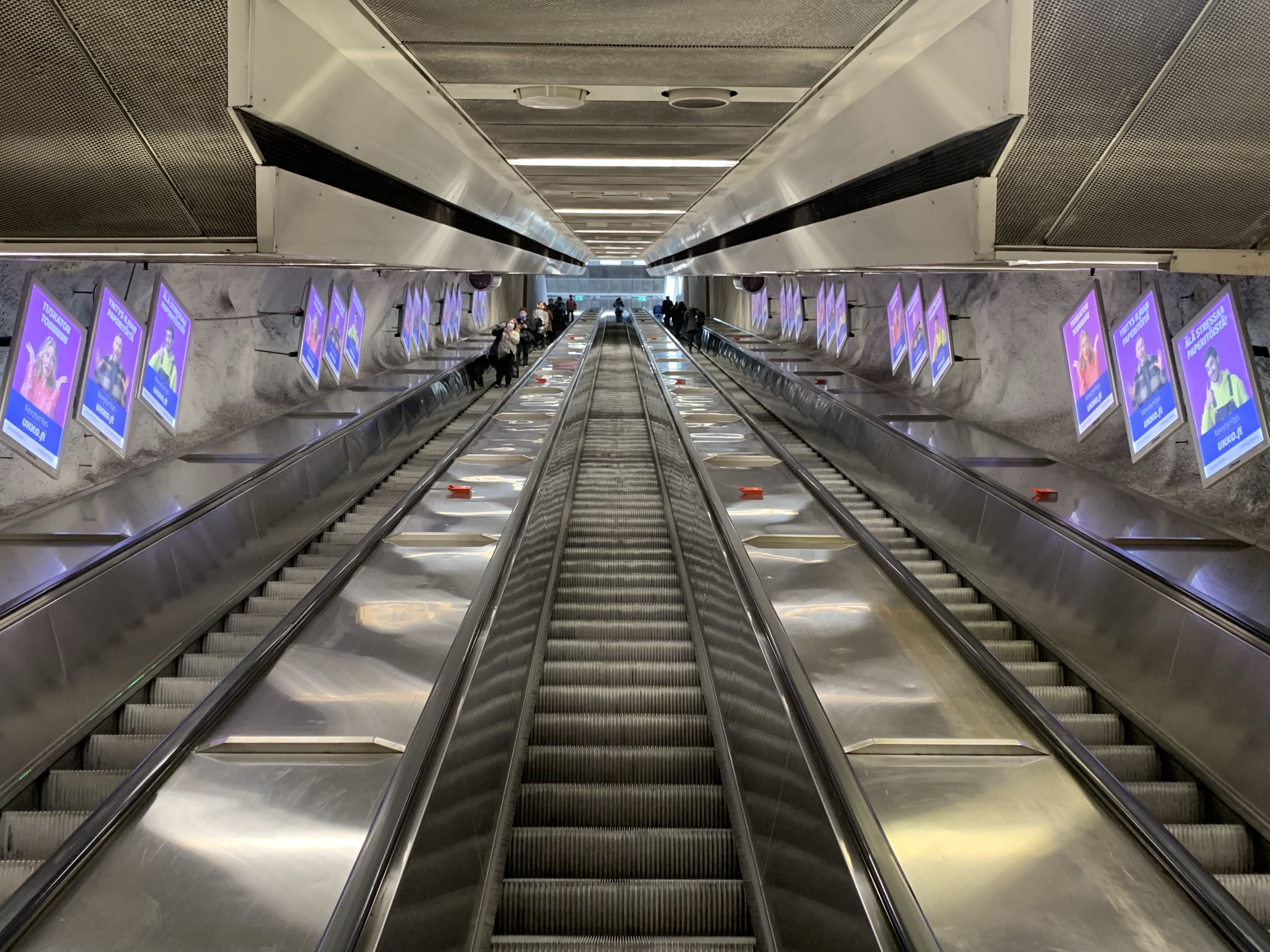
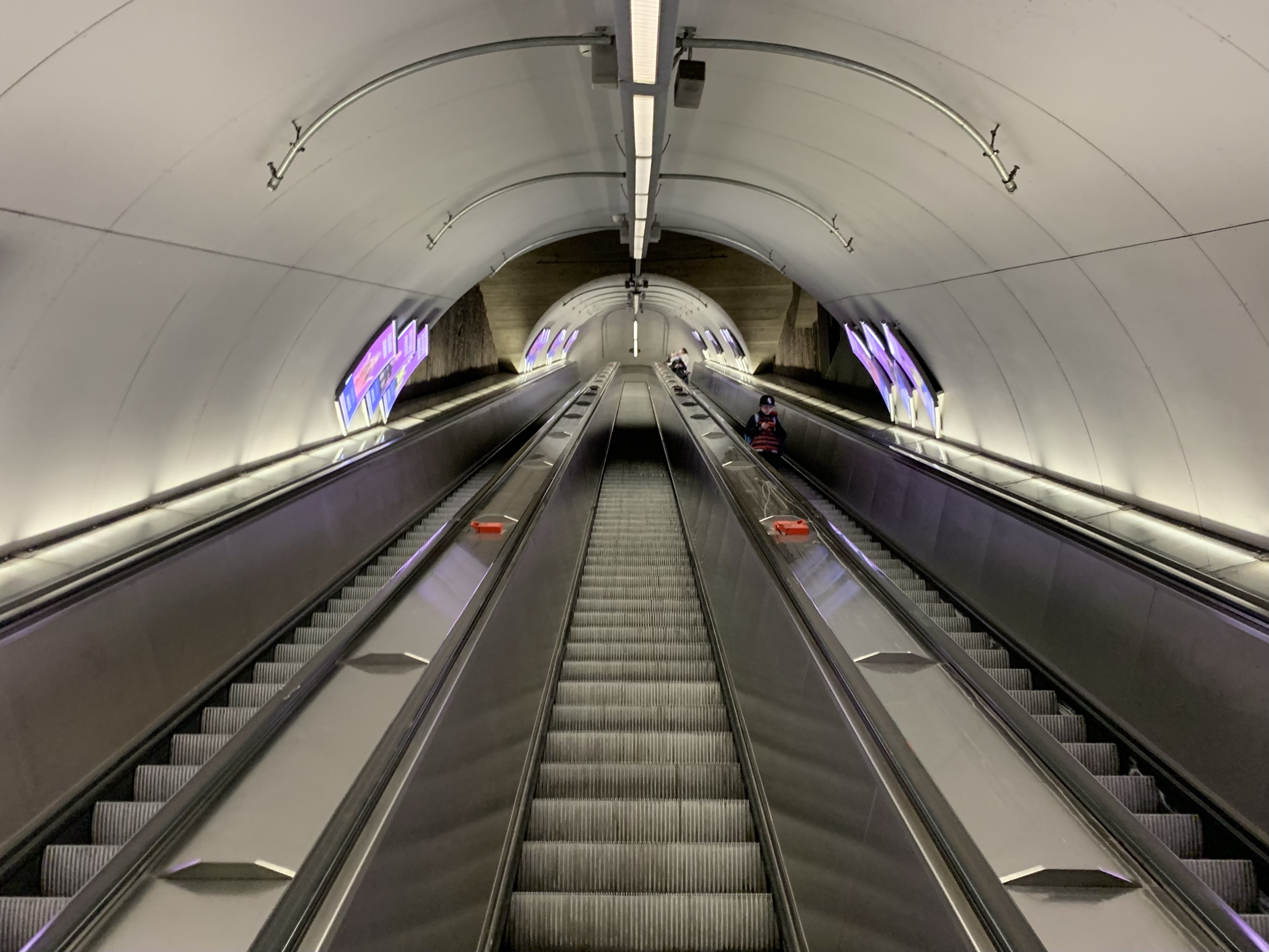